# 엄연년
엄연년(嚴延年, ? ~ 기원전 58년) 또는 장연년(莊延年)은 전한 후기의 관료로, 자는 차경(次卿)이며 동해군 하비현(下邳縣) 사람이다. 태자태부 엄팽조의 형이다.

## 생애
아버지가 승상연(丞相掾)이었기 때문에, 어릴 때 승상의 관청에서 법률을 익혔다. 장성하여 고향으로 돌아가 군리(郡吏)를 지냈고, 다시 장안으로 와 어사연(御史掾)이 되었다가 시어사(侍御史)로 천거되었다.
이때 대장군 곽광은 창읍왕을 폐위하고 선제를 옹립하였는데, 엄연년은 곽광이 천자를 함부로 폐위한 것이 도리에 어긋난다고 탄핵하였다. 또 대사농 전연년이 무기를 소지하고 함부로 천자의 수레를 썼다고 고변하였고, 전연년은 그러한 적이 없다고 항변하였다. 사건은 어사중승(御史中丞)이 심리하게 되었는데, 엄연년이 전연년의 글을 궁궐 안으로 들여보내지 못하게 가로막으니 이를 꾸짖고 들여보냈고, 결국 엄연년은 함부로 전연년의 출입을 저지한 죄로 사형에 처하게 되어 피신하였다. 나중에 사면령이 내려져 다시 어사연이 되었고, 선제는 엄연년을 알아보고 평릉령(平陵令)에 임명하였다. 엄연년은 무고한 자를 죽이는 바람에 벼슬자리에서 물러났다가 다시 어사연이 되었고, 이후 호치령(好畤令)으로 전출되었다. 신작 연간에 서강이 난리를 일으켜 강노장군 허연수와 함께 진압하였고, 돌아와 탁군태수로 영전하였다.
당시 탁군의 통치는 어지러워, 필야백(畢野白) 등이 소란을 피우고 호족 서고(西高)씨·동고(東高)씨 등의 기세가 등등하여 관리들이 감히 거스르지 못하였다. 탁군에 도착한 엄연년은 군연(郡掾) 조수(趙繡)를 시켜 고씨의 죄상들 중 사형에 처할 만한 것을 찾게 하였다. 조수는 엄연년이 아직 신참이고 또 고씨의 위세가 무섭기도 해서, 일단 고씨의 가벼운 죄를 보고하려다가, 엄연년이 벼르는 모습을 보고는 무거운 죄도 조사해 두었다.
엄연년은 이미 조수의 속셈을 알고 있었다. 관청에 돌아온 조수가 과연 가벼운 죄를 보고하니, 그를 추궁하여 무거운 죄 또한 밝혀냈고, 하옥시켜 죄명에 따라 죽이고는 다시 두 고씨의 죄상을 밝혀내어 각각 수십 명을 죽였다. 탁군 사람들은 모두 엄연년을 두려워하여, 길가에 물건이 떨어져 있어도 줍지 않았다. 3년 후, 엄연년은 하남태수로 전출되고 황금 20근을 받았다.
엄연년은 호족을 억누르고 가난한 이를 돕는 방향으로 통치하였다. 가난한 이가 죄를 범하더라도 조문을 곡해하여 방면해 주고, 호걸이 서민에게 시비를 걸면 판결문을 꾸며내어 벌을 주었다. 이런 식으로 일처리를 하니 다들 죽을 것이라고 예상한 사람이 방면되고, 풀려날 것이라고 예상한 사람이 함정에 빠져 죽었다. 관속과 백성들은 엄연년의 속셈을 알 수가 없어 두려움에 감히 법을 어기지 못하였다. 엄연년은 사람됨이 꼼꼼하고 일을 신속하게 처리하였는데, 겨울이 되면 속현의 죄수들을 한데 모아 죽이니, 하남에서는 엄연년을 '백정'(屠伯)이라고 불렀다.
평소 친분이 있었던 장창이 경조윤을 지내고 있었다. 장창 또한 엄하게 다스렸으나 자못 부드러운 데가 있었는데, 엄연년이 옥사를 조급하게 처리한다는 이야기를 듣고 그를 타일렀으나, 엄연년은 듣지 않았다. 한편 영천태수 황패는 영천을 온화하게 다스렸는데, 군은 평화롭고 풍년이 이어졌고, 또 봉황이 나타나 선제에게서 포상을 받았다. 평소 황패를 깔보던 엄연년은 그가 승승장구하니 내심 못마땅하게 여겼다. 어느 날, 하남의 경계에 메뚜기떼가 나타나 부승(府丞) 호의(狐義)가 메뚜기떼를 살펴보고 왔다. 엄연년은 봉황이 메뚜기는 먹지 않느냐고 비꼬았다. 또 호의가 경수창이 설치한 상평창(常平倉)으로 백성들이 덕을 보고 있다고 이야기하자, 승상과 어사대부는 옷을 벗어야 한다고 비난하였다.
좌풍익 자리가 비었을 때, 선제는 엄연년을 앉히려다가 그가 가혹하다는 이야기를 듣고 그만두었다. 엄연년은 소부 양구하가 자신을 헐뜯었으리라고 생각하여 원망하였다. 또 하남의 옥사(獄史) 아무개가 엄연년의 효렴으로 천거되었는데, 숨겨왔던 죄가 적발되어 쫓겨났다. 엄연년은 책임을 물어 봉록이 깎였고, 이래서야 누가 사람을 천거하겠느냐며 조정을 비웃었다.
한편 호의는 늙어서 마음이 나약해져, 엄연년이 자기를 중상하지 않을까 불안해하였다. 엄연년과 호의는 본래 함께 승상사(丞相史)를 지낸 사이로, 엄연년은 호의를 한가족처럼 대하여 헐뜯을 생각이 없었고, 그에게 선물도 많이 주었다. 그러나 스스로 점을 쳐본 호의는 자신이 죽는다는 점괘가 나와 절망하여, 휴가를 내서 장안으로 가 엄연년의 죄 열 가지를 일러바쳤고, 상주문이 접수되자 자신의 고변이 거짓이 아님을 증명하기 위하여 독약을 먹고 스스로 목숨을 끊었다. 결국 엄연년은 조정을 비방한 죄로 유죄 판결을 받아 기시되었다. 신작 4년(기원전 58년) 11월의 일이었다.
예전에 어머니가 엄연년과 함께 제사를 지내려고 고향에서 온 적이 있었는데, 낙양(雒陽)에서 판결을 기다리는 죄수들을 보았다. 어머니는 크게 놀라 관청에 가지 않고 도정(都亭)에 머물렀고, 엄연년은 직접 도정으로 가 사죄하였다. 어머니는 여러 차례 엄연년을 질책하였고, 제사가 끝나고 다시 엄연년에게 말하였다.
| “ | 하늘의 도리란 신묘한 것이니, 사람은 혼자 죽는 법이 없다. 나는 다 늙어서, 장성한 아들이 형벌을 받는 모습을 보게 되었구나! 나는 가야겠다. 너를 떠나 동쪽으로 가서 무덤을 쓸어야겠다. | ” |

과연 한 해 남짓 지나 엄연년은 주살되었다.
엄연년 5형제는 모두 재능이 있어 높은 관리가 되었는데, 그 중 둘째 동생 엄팽조는 태자태부가 되었다.

## 출전
- 반고, 《한서》 권8 선제기·권90 혹리전